# 許光俊
許 光俊（きょ みつとし、朝: 허광순, 1965年 - ）は、在日韓国・朝鮮人のクラシック音楽評論家・文芸評論家。慶應義塾大学法学部教授。ドイツ文学、音楽史専攻。近代の、文芸を含む諸芸術と芸術批評を専門としている。

## 経歴
東京都生まれ。子供の頃、世田谷のカトリック教会に通っていた。慶應義塾高等学校在学中、漢文教師を務めていた人見豊（瞳みのる）の授業を受ける。
1987年3月、慶應義塾大学文学部美学美術史学科卒業。
1989年3月、東京都立大学修士課程人文科学研究科修了。92年9月、同博士課程中退。92年10月から1997年9月まで同大人文学部助手。
1997年10月、横浜国立大学教育人間科学部マルチメディア文化課程専任講師に就任、のち助教授となる。2001年3月退任。
2001年4月、慶應義塾大学法学部助教授に就任。2005年4月、教授となる。
2007年〜2011年にわたって、青弓社のムック『クラシック・スナイパー』（vol.1～8）の編者を鈴木淳史とともに務める。同人とは共著や共編著が多く、自らの編集する書籍ではほぼ常に原稿を依頼するような間柄である。

## 人物
評論家の宮崎哲弥とは、慶大時代、ほぼ親友といってよい仲だった。
外国籍であり、「オレは日本が嫌いである」と宣言すると同時に「日本が好きかといえば、これもイエス」とも述べている。また「将来的に、日本国籍を取る可能性はゼロだろう。なぜって、外国人はいろいろ不利な点もあるが、同時に有利なこともあるのだ」とも発言している。

## 著書
- 『邪悪な文学誌 監禁・恐怖・エロスの遊戯』青弓社 1997
- 『オペラに連れてって! お気楽極楽オペラ入門』青弓社 1997  のちポプラ文庫
- 『クラシックを聴け! お気楽極楽入門書』青弓社 1998 のちポプラ文庫
- 『クラシック批評という運命』青弓社 2002
- 『世界最高のクラシック』光文社新書、2002
- 『生きていくためのクラシック 「世界最高のクラシック」第Ⅱ章』光文社新書、2003
- 『オレのクラシック』青弓社 2005
- 『世界最高の日本文学　こんなにすごい小説があった』光文社新書 2005
- 『コンヴィチュニー、オペラを超えるオペラ』青弓社 2006
- 『問答無用のクラシック』青弓社 2007
- 『これからを生き抜くために大学時代にすべきこと』ポプラ社 2010
- 『痛快! クラシックの新常識』リットーミュージック 2011
- 『世界最高のピアニスト』光文社新書、2011
- 『最高に贅沢なクラシック』講談社現代新書、2012
- 『昭和のドラマトゥルギー　戦後期昭和の時代精神』講談社選書メチエ、2012
- 『クラシックがしみる!』青弓社、2012
- 『クラシック魔の遊戯あるいは標題音楽の現象学』講談社選書メチエ、2014
- 『オペラ入門』 講談社現代新書、2019
- 『はじめてのクラシック音楽』講談社現代新書、2023
- 『決定版 交響曲の名曲・名演奏』講談社現代新書、2025

### 共編著
- 『こんな「名盤」は、いらない!　クラシック恐怖の審判 1』 青弓社 1999
- 『オペラ大爆発! クラシック恐怖の審判 2』青弓社 2000
- 『クラシック、マジでやばい話 クラシック恐怖の審判 3』青弓社 2000
- 『クラシックCD名盤バトル』　鈴木淳史共著、洋泉社・新書ｙ、2002
- 『究極!クラシックのツボ』　編著、青弓社　2002
- 『絶対!クラシックのキモ』　編著、青弓社　2004
- 『クラシック反入門』鈴木淳史,梅田浩一共編著 青弓社 2009
- 『クラシック知性主義』編著　青弓社、2013
- 『クラシック野獣主義』鈴木淳史編著　青弓社、2013

## 翻訳
- チャイコフスキー エヴェレット・ヘルム（英語版） 音楽之友社 1993.7
- 古楽とは何か 言語としての音楽 ニコラウス・アーノンクール 樋口隆一共訳 音楽之友社 1997.7
- 毛皮を着たヴィーナス マゾッホ 光文社古典新訳文庫 2022.8